# NIO EP9
La NIO EP9 è una vettura elettrica prodotta dalla casa automobilistica cinese NIO a partire dal 2016, non omologata per la circolazione stradale ma per il solo utilizzo su pista.

## Caratteristiche
Sviluppata e costruita in 18 mesi, l'EP9 è stata presentata alla Saatchi Gallery di Londra, in Inghilterra.
Meccanicamente la EP9 ha 4 motori elettrici posti su ogni ruota, che sviluppano singolarmente 335,25 cavalli, dando all'auto una potenza complessiva di 1 MW o 1360 CV. La vettura ha un avanzato sistema di tourqe vectoring, che è in grado di distribuire la coppia erogata su ciascuna ruota.
Le batterie, agli ioni di litio, hanno una autonomia di circa 427 km e possono essere smontate e sostituite con delle altre cariche, grazie a un sistema di fissaggio posto sotto il pianale e ai lati della scocca della vettura.
I freni dell'auto sono costruiti e sviluppati dalla NextEV.
La struttura del telaio e i pannelli della carrozzeria sono realizzati interamente in fibra di carbonio ed è stata costruita rispettando le normative FIA Le Mans Prototype.
Le batterie del veicolo pesano 635 kg. Il telaio e la carrozzeria in fibra di carbonio pesano 364 kg. Il peso totale è di 1735 chilogrammi.
L'EP9 può accelerare da 0 a 100 km/h in 2,7 secondi, da 0 a 200 km/h in 7,1 secondi e da 0 a 300 km/h in 15,9 secondi. L'auto può raggiungere una velocità massima di 350 km/h. L'ala posteriore dell'EP9 che è regolabile su tre posizioni, produce 2447 kg di carico aerodinamico a 240 km/h similmente a una monoposto di Formula 1, permettendo all'EP9 di poter sopportare accelerazione laterale fino a 3,0 g.
L'interno, come l'esterno e il telaio, è interamente realizzato in fibra di carbonio. Ci sono quattro schermi: uno sul lato conducente che funge da cruscotto, uno sul lato passeggero, uno sulla console centrale e uno sul volante.

## Record
A maggio 2017 ha stabilito il giro record per un veicolo elettrico sulla pista del Nürburgring, completando il tracciato in 6:45:90. Il record è stato poi battuto a giugno 2019 dalla Volkswagen I.D. R.